# Cianogén-klorid
A cianogén-klorid vagy klór-cián szervetlen vegyület, képlete NCCl. Lineáris, három atomból álló pszeudohalogén, könnyen cseppfolyósítható színtelen gáz. A laboratóriumokban sokkal általánosabb a rokon vegyülete, a cianogén-bromid, amelyet széles körben használnak biokémiai analízishez és előkészítéshez.

## Szintézise, tulajdonságai, szerkezete
Habár a képlete CNCl formában is használatos, a cianogén-klorid molekulában az atomok kapcsolódási sorrendje: ClCN. A szén- és a klóratomok között egyszeres, a szén- és a nitrogénatomok között hármas kötés van. A rokon cián-halogenidekhez (NCF, NCBr, NCI) hasonlóan lineáris molekula. A cianogén-klorid nátrium-cianid klórral történő oxidációjával állítható elő. Ezen reakció közbülső terméke a dicián ((CN)2).
NaCN  +  Cl2  →  ClCN  +  NaCl
A vegyület sav jelenlétében trimerizálódik, heterociklusos cianur-kloridot alkotva.
A cianogén-klorid vízzel lassan hidrolizál, semleges pH-n cianát és kloridion keletkezik:
ClCN  +  H2O  → Cl− + OCN− + 2 H+

## Szintézisének alkalmazása
A cianogén-klorid a szulfonil-cianidok, valamint a klórszulfonil-izocianát prekuzora; utóbbi a szerves szintézisben használt egyik hasznos reagens.

## Biztonság
A cianogén-klorid, más elnevezéssel CK, rendkívül mérgező vérméreg, amelyet vegyi fegyverként való felhasználásra is javasoltak. Szemmel, vagy légzőszervekkel való érintkezés esetén azonnal sérülést okoz. A vegyi anyagnak való kitettség tünetei lehetnek: aluszékonyság, orrfolyás, torokfájás, köhögés, zavartság, hányinger, hányás, ödéma, eszméletvesztés, görcsök, bénulás és halál. Különösen azért veszélyes, mert amerikai elemzők szerint képes áthatolni a gázálarc szűrőin. A CK a polimerizációra való hajlandósága miatt instabil, ez akár robbanásszerű hevességgel is végbemehet.
A cianogén-klorid a Vegyifegyver-tilalmi Egyezmény I. Mellékletének 3. listáján szerepel, mint mérgező vegyület. Gyártását és az Egyezmény Részes Államai közti exportját és importját jelenteni kell az adott államban kijelölt nemzeti hatóságon keresztül a Vegyifegyver-tilalmi Szervezetnek (OPCW). Magyarországon a kijelölt nemzeti hatóság a Magyar Kereskedelmi Engedélyezési Hivatal.

## Fordítás
Ez a szócikk részben vagy egészben  a   Cyanogen chloride című angol Wikipédia-szócikk ezen változatának fordításán alapul.  Az eredeti cikk szerkesztőit annak laptörténete sorolja fel. Ez a jelzés csupán a megfogalmazás eredetét és a szerzői jogokat jelzi, nem szolgál a cikkben szereplő információk forrásmegjelöléseként.

## Külső hivatkozások
- Murphy-Lavoie, H.: Cyanogen Chloride Poisoning. eMedicine. MedScape, 2011
- National Pollutant Inventory – Cyanide compounds fact sheet. Australian Government